# Arctomiaceae
Arctomiaceae är en familj av lavar. Enligt Catalogue of Life ingår Arctomiaceae i ordningen Lecanorales, klassen Lecanoromycetes, divisionen sporsäcksvampar och riket svampar, men enligt Dyntaxa är tillhörigheten istället klassen Lecanoromycetes, divisionen sporsäcksvampar och riket svampar.
|              | Sarrameanaceae                                          |
|              |                                                         |
|              | Hymeneliaceae                                           |
|              |                                                         |
|              | Brigantiaeaceae                                         |
|              |                                                         |
| Arctomiaceae | \| \| Gregorella \| \| \| \| \| \| Arctomia \| \| \| \| |
|              | \| \| Gregorella \| \| \| \| \| \| Arctomia \| \| \| \| |
|              | Stereocaulaceae                                         |
|              |                                                         |
|              | Sphaerophoraceae                                        |
|              |                                                         |
|              | Scoliciosporaceae                                       |
|              |                                                         |
|              | Ramalinaceae                                            |
|              |                                                         |
|              | Psoraceae                                               |
|              |                                                         |
|              | Pilocarpaceae                                           |
|              |                                                         |
|              | Parmeliaceae                                            |
|              |                                                         |
|              | Mycoblastaceae                                          |
|              |                                                         |
|              | Miltideaceae                                            |
|              |                                                         |
|              | Megalariaceae                                           |
|              |                                                         |
|              | Lecanoraceae                                            |
|              |                                                         |
|              | Haematommataceae                                        |
|              |                                                         |
|              | Gypsoplacaceae                                          |
|              |                                                         |
|              | Cladoniaceae                                            |
|              |                                                         |
|              | Catillariaceae                                          |
|              |                                                         |
|              | Biatorellaceae                                          |
|              |                                                         |
|              | Ectolechiaceae                                          |
|              |                                                         |
|              | Dactylosporaceae                                        |
|              |                                                         |
|              | Crocyniaceae                                            |
|              |                                                         |
|              | Calycidiaceae                                           |
|              |                                                         |
|              | Tephromelataceae                                        |
|              |                                                         |
|              | Aphanopsidaceae                                         |
|              |                                                         |
|              | Myochroidea                                             |
|              |                                                         |
|              | Strangospora                                            |
|              |                                                         |
|              | Gregorella                                              |
|              |                                                         |
|              | Arctomia                                                |
|              |                                                         |

|  | Gregorella |
|  |            |
|  | Arctomia   |
|  |            |